# Печериця Романьєзі
Печериця Романьєзі (Agaricus romagnesii) — гриб родини печерицевих (Agaricaceae).

## Загальна характеристика
Шапка (діаметр 2,5-8 см) напів-куляста, з віком опукло- чи плоскорозпростерта, білувата, брудно-біла, пізніше з сірувато-коричневим відтінком, до центра темніша, вкрита притиснутими сірувато-коричнюватими, коричневими, жовтувато-вохристими лусочками. Пластинки вільні, тонкі, густі, білувато-рожеві, згодом темно-коричневі. Спори 6,2-8Х3,5- 5 мкм, світло-коричневі, еліпсоїдні, гладенькі. Ніжка 2-6Х0,8-1,5 см, центральна або бокова, рівна, циліндрична, до основи звужується, з добре розвинутими міцеліальними тяжами, білувата, біля основи жовтувата, з верхівковим білуватим кільцем. М'якуш білуватий, на зламі стає коричнево-вохристим, з приємним грибним запахом. Плодові тіла з'являються у травні — жовтні. Гумусовий сапротроф. Гриб отруйний.

## Поширення
Вид поширений у Євразії. Місця зростання — парки, сади, вздовж доріг, зрідка галявини широколистяних лісів. Чисельність — Трапляється поодинці, спорадично. Причини зміни чисельності — Руйнування та знищення екотопів.

## Наукове значення
Рідкісний вид, морфологічно подібний до їстівного гриба — печериці степової (Agaricus campestris L.: Fr.).
Статус: II категорія. Червона книга України.

## Заходи охорони
Охороняється у дендрологічному парку Асканія-Нова. Необхідно створити мікологічні заказники для збереження природних популяцій, ввести вид до колекції чистих культур Інституту ботаніки ім. М. Г. Холодного НАН України.